# Cryphoeca pirini
Cryphoeca pirini is een spinnensoort uit de familie van de waterspinnen (Cybaeidae).
De wetenschappelijke naam van de soort werd in 1921 als Hahnia pirini gepubliceerd door Pencho Drensky.